# شوف تيفي
شوف تيفي هو موقع إخباري إلكتروني مغربي باللغة العربية تأسس سنة 2013 من طرف مديره العام الحالي إدريس شحتان. يُسمّي الموقع نفسه «أول تلفزة إلكترونية بالمغرب»، كونه يعتمد على المحتوى المرئي أكثر من المكتوب.[بحاجة لمصدر أفضل] يٌعتبر شوف تيفي من أكثر المواقع مشاهدة في المغرب، حيث أنه حقق أكثر من 13 مليار مشاهدة على مختلف مواقع التواصل الاجتماعي سنة 2020، إضافة لتجاوزه 3 ملايين مشترك على يوتيوب، ول 18 مليون متابع على فيسبوك. شعبية الموقع تعزى بشكل جزئي إلى خطه التحريري ومعالجته الشعبوية للأحداث ذات الحساسية والمشاكل الاجتماعية وهي المواضيع التي يهتم بها متتبعي القناة في مواقع التواصل الاجتماعي.[بحاجة لمصدر]
يتعرض الموقع لإنتقادات عديدة من أطراف تعتبره جزءا من صحافة التشهير بالمغرب،(1) وأنه يتم استغلاله من أجل السب والقذف والتشهير، والبحث في الحياة الخاصة وتسريب المعطيات الشخصية والسرية لنشطاء حقوق الإنسان والصحفيين والأصوات المعارضة للسلطة بالمغرب.
خلال شهر فبراير 2021، ذكرت شركة فيسبوك في تقريرها الشهري أنها حذفت 385 حسابا مزورا من منصتها كانت تنشط للترويج لشوف تيفي وتنشر محتوى يهدف لخداع المستخدمين للموقع.
أما بخصوص من يريد التواصل مع القناة بشكل مباشر، فهذا ممكن من خلال رقم هاتف فاطمة الزهراء شوف تيفي، الذي تضعه القناة رهن إشارة المغاربة داخل وخارج المملكة المغربية.

## أصل التسمية
سُمي الموقع باسم «شوف» التي تعني «أنظر» باللهجة المغربية.

## تاريخ
تأسس موقع شوف تيفي سنة 2013 من طرف إدريس شحتان، الذي كان «يبحث عن تجربة إعلامية جديدة» وتأسيس «ظاهرة إعلامية» و«تجربة فريدة» كأول قناة إعلامية إلكترونية بالمغرب. يقول شحتان أن شوف تيفي «أحدثت ثورة في المشهد الإعلامي»، وأنها «تجاوزت بملايين المشاهدين أشهر القنوات العمومية في البلاد».

## الهوامش
- 1 : هي مجموعة مواقع إلكترونية يُزعم أن لها صلات بأجهزة الأمن[12]